# Positions
Pour les articles homonymes, voir Position.
Albums de Ariana Grande
Thank U, Next
(2019) Eternal Sunshine
(2024)
Singles
1. Positions
Sortie : 23 octobre 2020
2. 34+35
Sortie : 30 octobre 2020
3. POV
Sortie : 19 avril 2021
4. Off the Table
Sortie : 20 octobre 2021[réf. nécessaire]

Positions est le sixième album studio de la chanteuse américaine Ariana Grande, publié le 30 octobre 2020 par Republic Records. Cet album fait suite à K Bye For Now (SWT Live), son dernier projet musical à l'époque et Thank U, Next, son album sorti en 2019. 
L'album aborde des thématiques autour du sexe et inclus des collaborations avec Doja Cat, The Weeknd et Ty Dolla $ign. Le premier single, Positions, a été dévoilé le 23 octobre 2020. Le second single 34+35 est disponible depuis le 30 octobre 2020. La version Deluxe de l’album sort le 19 février 2021.
Positions a reçu généralement de bonnes critiques, mettant en avant les performances vocales d'Ariana Grande mais qui estiment un manque d'innovation dans les productions et les paroles.

## Historique
En avril 2020, il a été reporté dans un magazine américain que la chanteuse était en train de commencer à travailler sur son nouvel album. 
Le 24 mars, la chanteuse a publié sur les réseaux sociaux un extrait de 40 secondes d'une future musique, confirmant que cette dernière a commencé l'enregistrement de son sixième album. Cet extrait se révèle plus tard être celui de 'nasty', la neuvième piste de l'album.
Lors d'une interview accordée à Zane Lowe pour Apple Music, en mai, Ariana a confirmé avoir enregistré une chanson avec Doja Cat un peu plus tôt dans l'année et a exprimé son souhait de ne pas sortir de projet musical pendant les confinements liés à la pandémie de Covid-19.
Un second extrait, beaucoup plus court cette fois-ci (à peine 10 secondes), est publié par Ariana sur ces réseaux sociaux avec la mention 'brb' (abréviation de 'be right back'). Cet extrait appartient à la title track de l'album, nommée 'positions'
Ariana Grande a continué le teasing de son album en annoncant sur Twitter le 14 octobre 2020 « J’ai hâte de vous donner mon prochain album ce mois-ci ». Trois jours plus tard, elle partage sur ses réseaux sociaux une vidéo en ralenti où on peut la voir taper “positions” sur un clavier d'ordinateur. Quelques heures après cette vidéo, elle publie un compte à rebours sur son site, celui-ci annonçant la sortie d'un single, Positions, pour le 23 octobre et d'un album, portant le même nom, le 30 octobre. La chanteuse a dévoilé la pochette de l'album le 23 octobre et la liste des titres le lendemain.

## Promotion
Le 27 octobre 2020, Ariana Grande a dévoilé que deux versions exclusives de l'album, en version physique, seraient disponibles en même temps que la sortie de son album sur son site officiel, en plus d'une édition classique disponible à la vente à l'international. L'album est aussi disponible à l'achat au format cassette.
La boutique officielle d'Ariana a aussi été mise à jour, dévoilant une nouvelle collection de merchandising à l’effigie de l'album. Cette collection comprend aussi bien des sweat-shirts que des joggings ou encore des masques. 
La chanteuse annonce la sortie d'une version deluxe de l'album le 1er février 2021 pour le 19 du même mois. 

### Singles
Le premier single, Positions, a été dévoilé le 23 octobre 2020. Il a été accompagné d'un clip-vidéo, réalisé par Dave Meyers.
34+35, le second single, est sorti en même temps que l'album, le 30 octobre 2020. Il a bénéficié d'une « lyric video » lors de sa sortie. Le clip, réalisé par Director X, est dévoilé le 17 novembre. Un remix de cette chanson, intitulé "34+35 Remix" et en collaboration avec Doja Cat et Megan Thee Stallion, a été dévoilée le 15 janvier 2021.

## Liste des titres
Crédits adaptés de Tidal.
| Édition standard | Édition standard                 | Édition standard | Édition standard                                   | Édition standard | Édition standard | Édition standard | Édition standard | Édition standard | Édition standard |
| No               | Titre                            | Auteur | Producteur(s)                                      | Durée            |                  |                  |                  |                  |                  |
| ---------------- | -------------------------------- | --- | -------------------------------------------------- | ---------------- | ---------------- | ---------------- | ---------------- | ---------------- | ---------------- |
| 1.               | Shut Up                          | - Ariana Grande - Tayla Parx - Tommy Brown - Peter Lee Johnson - Steven Franks - Travis Sayles                            | - Brown - Johnson - Mr. Franks - Sayles            | 2:38             |                  |                  |                  |                  |                  |
| 2.               | 34+35                            | - Grande - Victoria Monét - Parx - Scott Nicholson - Albert Stanaj - Brown - Johnson - Franks - Courageous Xavier Herrera | - Brown - Johnson - Mr. Franks - Herrera           | 2:54             |                  |                  |                  |                  |                  |
| 3.               | Motive (avec Doja Cat)           | - Grande - Amala Dlamini - Nija Charles - Monét - James McIntyre - Shane Lindstrom - Brown - Franks                       | - Murda Beatz - Brown - Franks - Joseph L'Étranger | 2:48             |                  |                  |                  |                  |                  |
| 4.               | Just like Magic                  | - Grande - Priscilla Hamilton - Robert Taylor - Brown - Franks                                                            | - Taylor - Brown - Franks                          | 2:30             |                  |                  |                  |                  |                  |
| 5.               | Off the Table (avec The Weeknd)  | - Grande - Abel Tesfaye - Shintaro Yasuda - Brown - Franks - Travis Sayles                                                | - Yasuda - Brown - Franks - Sayles                 | 4:00             |                  |                  |                  |                  |                  |
| 6.               | Six Thirty                       | - Grande - Hamilton - Brown - Franks - Nami - Taylor                                                                      | - Brown - Franks - Nami - Taylor                   | 3:04             |                  |                  |                  |                  |                  |
| 7.               | Safety Net (feat. Ty Dolla $ign) | - Grande - Tyrone Griffin Jr. - Khristopher Riddick-Tynes - Leon Thomas III - Brown - Silas Doss                          | - The Rascals - Brown - Keys Open Doors            | 3:28             |                  |                  |                  |                  |                  |
| 8.               | My Hair                          | - Grande - Monét - Parx - Scott Storch - Brown - Anthony M. Jones - Charles Anderson                                      | - Scott Storch - Brown - Jones - Charles Anderson  | 2:38             |                  |                  |                  |                  |                  |
| 9.               | Nasty                            | - Grande - Monét - Riddick-Tynes - Thomas - Brown - Nami - Sayles                                                         | - The Rascals - Brown - Nami - Sayles              | 3:21             |                  |                  |                  |                  |                  |
| 10.              | West Side                        | - Grande - Monét - Brown - Herrera - Ammar Junedi                                                                         | - Brown - Herrera - Junedi                         | 2:12             |                  |                  |                  |                  |                  |
| 11.              | Love Language                    | - Grande - Monét - Parx - Kam Parker - Brown - Tommy Parker - Sayles                                                      | - Brown - Parker - Sayles                          | 3:00             |                  |                  |                  |                  |                  |
| 12.              | Positions                        | - Grande - Charles - Angelina Barrett - Brian Vincent Bates - James Jarvis - London Holmes - Brown - Franks               | - London on da Track - Brown - Franks              | 2:52             |                  |                  |                  |                  |                  |
| 13.              | Obvious                          | - Grande - Charles - Ryan Tedder - Johnson - Brown - Franks - Sayles - Josh Conerly                                       | - Brown - Franks - Sayles - Conerly                | 2:27             |                  |                  |                  |                  |                  |
| 14.              | POV                              | - Grande - Parx - Brown - Franks - Oliver Frid                                                                            | - Brown - Franks - Frid                            | 3:22             |                  |                  |                  |                  |                  |
| 41:07            |                                  | |                                                    |                  |                  |                  |                  |                  |                  |

| Édition deluxe | Édition deluxe                                       | Édition deluxe                                                                                  | Édition deluxe                                                      | Édition deluxe | Édition deluxe | Édition deluxe | Édition deluxe | Édition deluxe | Édition deluxe |
| No             | Titre                                                | Auteur                                                                                          | Producteur(s)                                                       | Durée          |                |                |                |                |                |
| -------------- | ---------------------------------------------------- | ----------------------------------------------------------------------------------------------- | ------------------------------------------------------------------- | -------------- | -------------- | -------------- | -------------- | -------------- | -------------- |
| 15.            | Someone Like U                                       | - Grande - Brown - Sayles - Andrew Wansel - Marqueze Parker - Sam Wishkoski                     | - Brown - Sayles - Pop Wansel - Sam Wish - Marqueze Parker - Sayles | 1:16           |                |                |                |                |                |
| 16.            | Test Drive                                           | - Grande - Brown - Franks - Parx - Monét - Lindstrom - Zachary Foster                           | - Brown - Franks - Murda Beatz - Zachary Foster                     | 2:02           |                |                |                |                |                |
| 17.            | 34+35 (Remix) (feat. Doja Cat & Megan Thee Stallion) | - Grande - Brown - Franks - Johnson - Parx - Monét - Nicholson - Herrera - Dlamini - Megan Pete | - Brown - Johnson - Mr. Franks - Herrera                            | 3:03           |                |                |                |                |                |
| 18.            | Worst Behavior                                       | - Grande - Brown - Franks - Parx - T. Parker                                                    | - Brown - Franks - T. Parker                                        | 2:04           |                |                |                |                |                |
| 19.            | Main Thing                                           | - Grande - Brown - Franks - Sayles - Herrera - Conerly - Yonatan Watts                          | - Brown - Franks - Xavi - Sayles - Conerly - Yonatan Watts          | 2:09           |                |                |                |                |                |
| 51:41          |                                                      |                                                                                                 |                                                                     |                |                |                |                |                |                |

Notes
- Toutes les pistes sont stylisées en minuscule.
- La chanson "Off the Table" contient un sample de "2009" de Mac Miller[16].
- La chanson "West Side" contient un sample de "One in a Million" de Aaliyah[17].

## Crédits
Credits adaptés de Tidal.

### Lieux d’enregistrement
- Maison d'Ariana Grande
- Champagne Therapy (Los Angeles)
- Windmark (Los Angeles)
- Capitol (Los Angeles)
- Jungle City (New York)

### Musiciens
- Ariana Grande - voix, choriste
- Doja Cat - voix (3)
- The Weeknd - voix (5)
- Ty Dolla Sign - voix aditionnelle (7)
- Peter Lee Johnson - cordes (1–2, 6, 8, 14)
- Madison Calle - harpe (1)
- Paula Hochhalter - violoncelle (1 5–6, 11)
- Ross Gadsworth - violoncelle (5–6, 11, 14)
- Gerry Hilera - Premier violon (5–6, 11, 14)
- David Walther - alto (5–6, 11, 14)
- Rodney Wirtz - alto (5–6, 11, 14)
- Ana Landauer - violon (5–6, 11, 14)
- Ashoka Thiaragarajan - violon (5–6, 11, 14)
- Ellen Jung - violon (5–6, 11, 14)
- Gerry Hilera - violon (5–6, 11, 14)
- Lorand Lokuszta - violon (5–6, 11, 14)
- Mario De Leon - violon (5–6, 11, 14)
- Michele Richards - violon (5–6, 11, 14)
- Neil Samples - violon (5–6, 11, 14)
- Phillip Levy - violon (5–6, 11, 14)
- Dammo Farmer - basse (8)
- Tarron Crayton - basse (11)
- James Jarvis - guitare (12)

### Production
- Tommy Brown - production
- Mr. Franks - production (1–2, 4, 6, 12–14), co-production (5–6, 11, 14)
- Peter Lee Johnson - production (1–2)
- Travis Sayles - production (1, 9, 11, 13), co-production (5)
- Xavi - production (10), co-production (2)
- Murda Beatz - production (3)
- Shae Taylor - production (4), co-production (6)
- Shintaro - production (5)
- Nami - production (9), co-production (6)
- Keys Open Doors - production (7)
- The Rascals - production (7, 9)
- Scott Storch - production (8)
- Tommy Parker - production (11)
- London on da Track - production (12)
- Josh Conerly - production (13)
- Oliver "Junior" Frid - production (14)
- Ariana Grande - production vocale, arrangements vocaux
- Joseph L’Étranger - co-production (3)
- Anthony M. Jones - co-production (8)
- Charles Anderson - co-production (8)
- Ammar Junedi - co-production (10)

### Technique
- Ariana Grande - ingénierie (1–8, 10–14)
- Billy Hickey - ingénierie (1–8, 10–14)
- Brendan Morawski - ingénierie (8)
- Sam Ricci - ingénierie (9)
- Serban Ghenea - mixage
- Randy Merrill - maîtrise
- Brandon Wood - assistant ingénierie d'enregistrement (4, 6)
- Andrew Keller - assistant ingénierie d'enregristrement (8)
- Sean Klein - assistant ingénierie d'enregistrement (8)

## Classements et certifications

### Classements hebdomadaires
| Classement (2020)                  | Meilleure position |
| ---------------------------------- | ------------------ |
| Allemagne (Media Control AG)       | 7                  |
| Argentine (CAPIF)                  | 1                  |
| Australie (ARIA)                   | 2                  |
| Autriche (Ö3 Austria Top 40)       | 5                  |
| Belgique (Flandre Ultratop)        | 3                  |
| Belgique (Wallonie Ultratop)       | 14                 |
| Canada (Canadian Albums)           | 1                  |
| Croatie (HDU)                      | 4                  |
| Danemark (Tracklisten)             | 2                  |
| Écosse (OCC)                       | 6                  |
| Espagne (Promusicae)               | 5                  |
| États-Unis (Billboard 200)         | 1                  |
| Finlande (Suomen virallinen lista) | 4                  |
| France (SNEP)                      | 8                  |
| Hongrie (Mahasz)                   | 32                 |
| Irlande (IRMA)                     | 1                  |
| Islande (Tónlist)                  | 3                  |
| Italie (FIMI)                      | 8                  |
| Japon (Billboard Japon)            | 20                 |
| Japon (Oricon)                     | 47                 |
| Lituanie (AGATA)                   | 1                  |
| Norvège (VG-lista)                 | 1                  |
| Nouvelle-Zélande (RIANZ)           | 1                  |
| Pays-Bas (Mega Album Top 100)      | 2                  |
| Pologne (ZPAV)                     | 2                  |
| Tchéquie (IFPI)                    | 5                  |
| Royaume-Uni (UK Albums Chart)      | 1                  |
| Slovaquie (ČNS IFPI)               | 3                  |
| Suède (Sverigetopplistan)          | 3                  |
| Suisse (Schweizer Hitparade)       | 4                  |

### Certifications et ventes
| Pays                    | Certification | Ventes certifiées |
| ----------------------- | ------------- | ----------------- |
| Danemark (IFPI Danmark) | Or            | 10 000            |
| États-Unis (RIAA)       | Platine       | 1 000 000         |
| France (SNEP)           | Platine       | 100 000           |
| Nouvelle-Zélande (RMZ)  | Or            | 7 500             |
| Royaume-Uni (BPI)       | Or            | 100 000           |

## Historique de sortie
| Région | Date            | Format(s)                                              | Version  | Label            | Réf. |
| ------ | --------------- | ------------------------------------------------------ | -------- | ---------------- | ---- |
| Monde  | 30 octobre 2020 | - Téléchargement numérique - streaming - CD - cassette | Standard | Republic Records | ,    |
| Monde  | 19 février 2021 | - Téléchargement numérique - Streaming                 | Deluxe   | Republic Records | ,    |
| Monde  | 26 mars 2021    | CD                                                     | Deluxe   | Republic Records | ,    |
| Monde  | 9 avril 2021    | Vinyle                                                 | Standard | Republic Records | ,    |